# Doutrina Dahiya

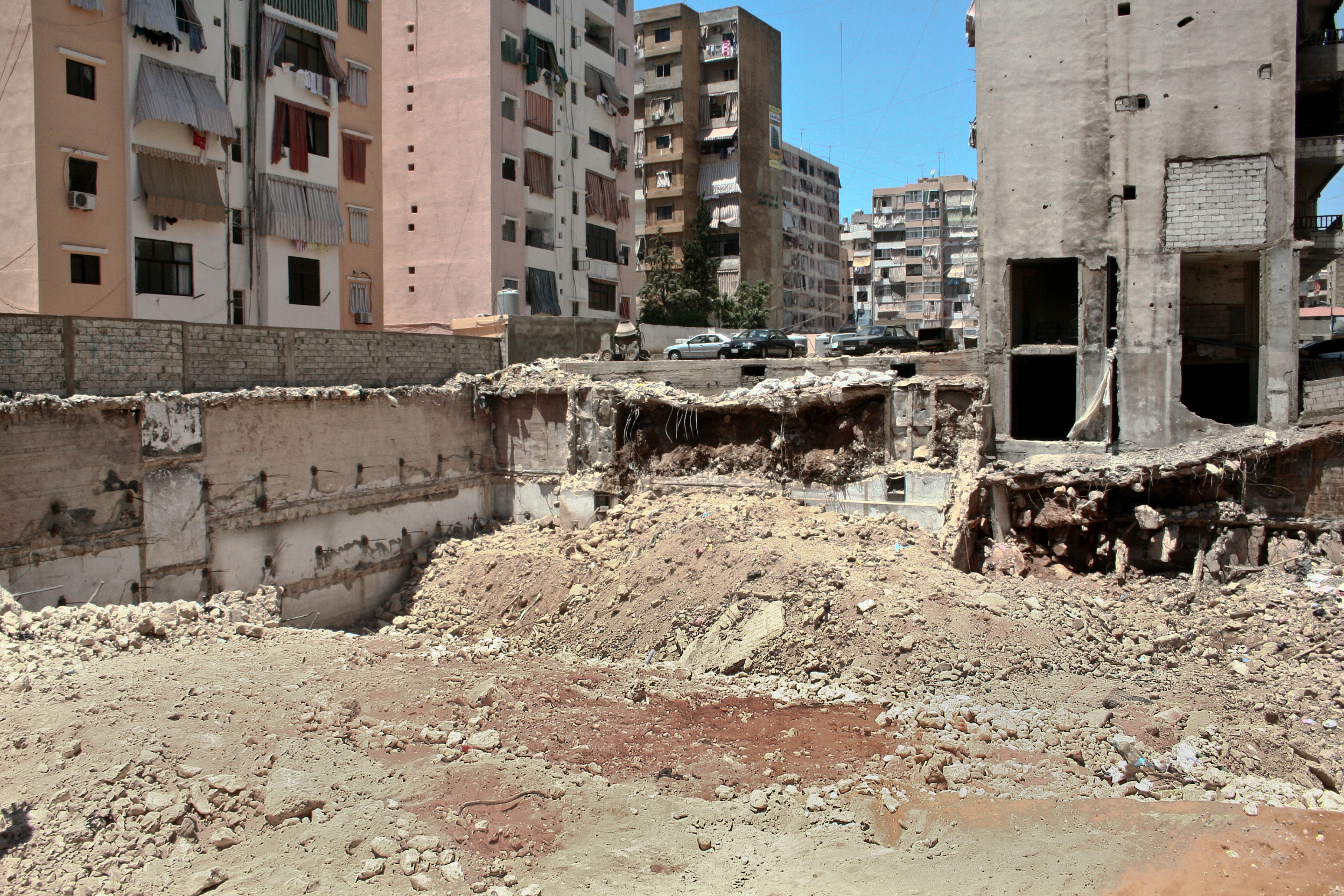
Uma cratera em Dahieh em 2008, dois anos após a Guerra do Líbano de 2006

A doutrina Dahiya  ou Dahya é uma estratégia militar israelense baseada no domicídio, ou seja, na destruição, em larga escala, de habitações e infraestrutura civil que alegadamente sirvam ou possam servir como base de ataques a Israel. Segundo tal estratégia - que defende o uso desproporcional da força, o que é incompatível com o conceito de legítima defesa -, não existe distinção entre alvos civis e militares, algo que também contraria o princípio fundamental do direito de guerra.
A doutrina recebeu seu nome em alusão a Dahieh Janoubyé (também transliterado como Dahiyeh ou Dahieh), zona densamente povoada de Beirute, onde o Hezbollah tinha sua base, em 2006. Naquele ano, em retaliação ao sequestro de alguns soldados israelenses pelo Hezbollah, forças israelenses bombardearam e danificaram severamente toda aquela zona residencial, dando início à chamada guerra do Líbano de 2006.
A doutrina  Dahiya foi delineada pelo ex-chefe do Estado-Maior das Forças de Defesa de Israel, Gadi Eizenkot, em 2006, por ocasião da guerra do Líbano. No verão de 2006, forças israelenses bombardearam maciçamente Dahiya, subúrbio do sul de Beirute, destruindo grande parte da cidade. A alegada justificativa para tal bombardeio foi a presença de partidários do Hezbollah, combatentes ou não, na área. Na ocasião, o então chefe do Estado-Maior de Israel, general Dan Halutz, gabou-se de que os ataques das FDI à infraestrutura "fariam o Líbano retroceder vinte anos" e argumentou que causar danos graves a áreas civis enviaria uma mensagem dissuasória a qualquer grupo armado hostil a Israel. Na época, organizações de direitos humanos condenaram os ataques israelenses como "graves violações do direito internacional", descrevendo-os como "indiscriminados, desproporcionais e injustificados". Todavia grande parte da comunidade internacional não se manisfestou. O coronel israelense Gabi Siboni escreveu que os ataques de Israel "devem ter como alvo tanto as capacidades militares do Hezbollah como  os interesses econômicos e os centros de poder civil que apoiam a organização".  A lógica dessa estratégia seria  prejudicar a população civil de tal forma que esta se voltasse contra os militantes, forçando-os a capitular.
Novamente em 2014, sem se referir explicitamente à doutrina Dahiya e contando com  forte apoio midiático, Israel realizou outro intenso ataque a Gaza, durante a chamada Operação Margem Protetora, sem também sofrer críticas por parte da comunidade internacional, apesar de violar repetidamente as normas do direito internacional, e sempre se apresentando como vítima de ameaça  existencial por parte dos palestinos. Estes, por sua vez, eram descritos como atores irracionais e culpados por suas próprias mortes.